# Nghị quyết 36
Nghị Quyết số 36 của Bộ Chính trị về Công tác đối với người Việt Nam ở nước ngoài là một nghị quyết của Đảng Cộng sản Việt Nam. 
Theo ông Phạm Thế Duyệt, Chủ tịch Đoàn Chủ tịch Ủy ban Trung ương Mặt Trận Tổ Quốc Việt Nam, mục đích của Nghị quyết 36 là: "xuất phát từ tình hình thực tế, Đảng ta mong muốn khối đại đoàn kết dân tộc được củng cố vững chắc và mở rộng và trong đó có sự quan tâm đặc biệt cộng đồng người Việt Nam ở nước ngoài. Đảng và Nhà nước ta muốn tạo sự đồng bộ của người Việt Nam trong và ngoài nước cùng có ý thức xây dựng đất nước, xây dựng quê hương."
Nghị quyết 36 được nêu lên nhiều trong các trang web vì có sự chống đối của nhiều cộng đồng người Việt hải ngoại.